# 케플러 우주망원경

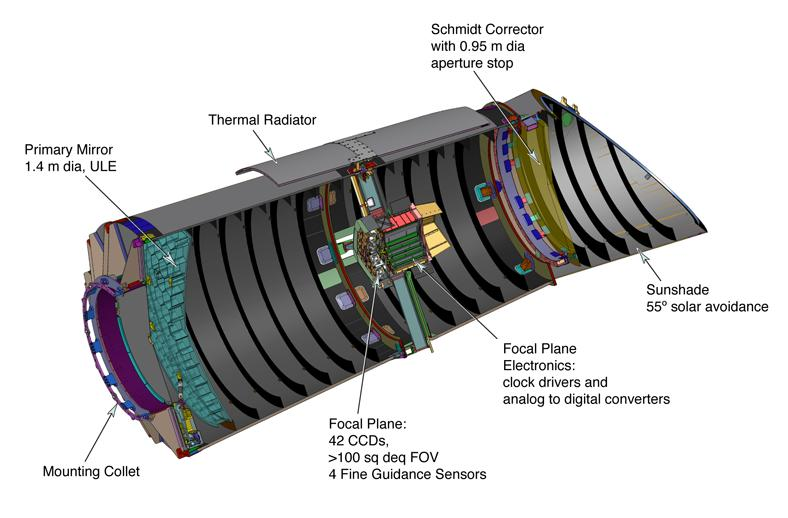
케플러 망원경의 구성

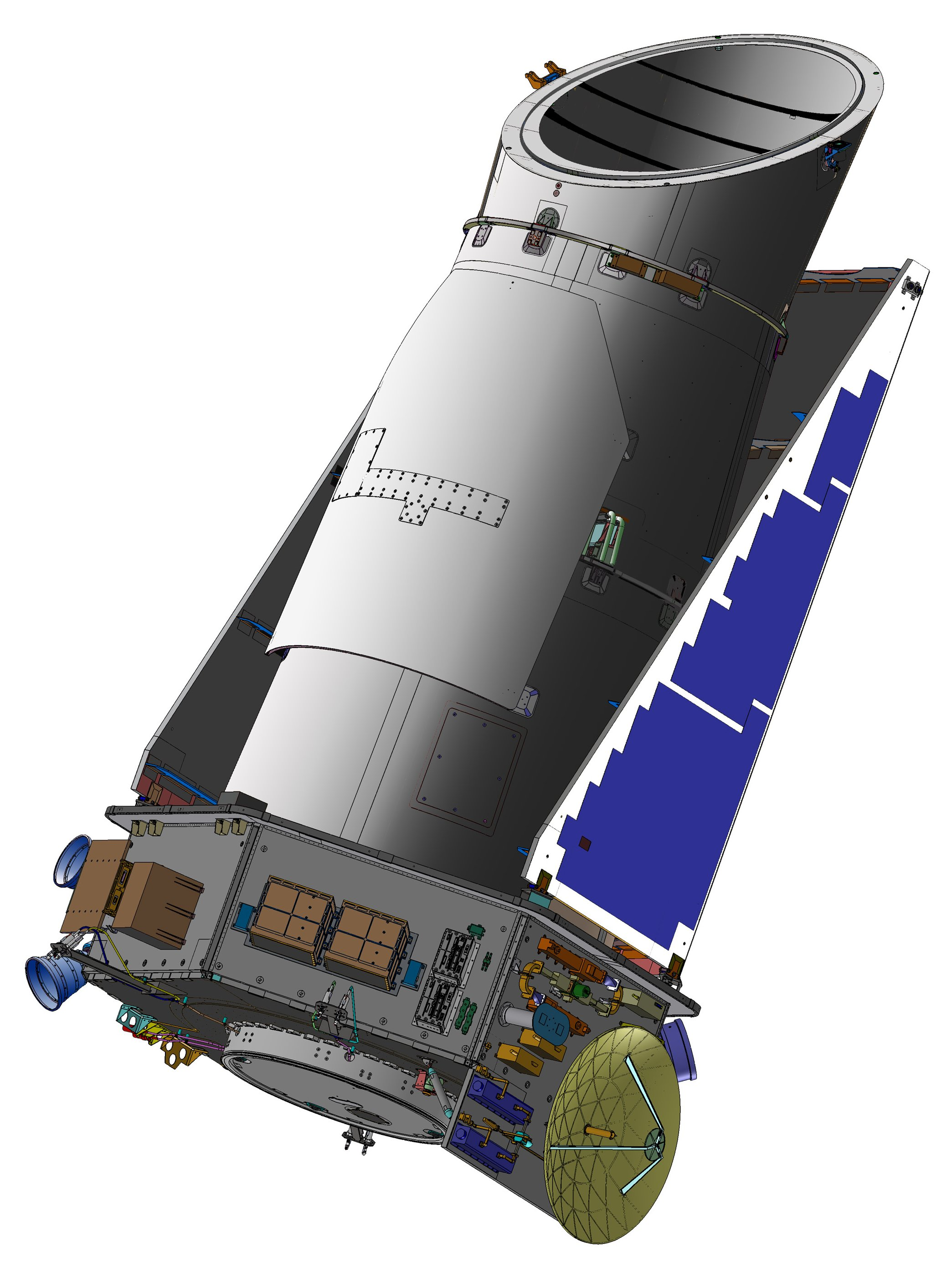
케플러 우주망원경

케플러 우주망원경(Kepler space observatory)은 미국 항공우주국의 외계 지구형 행성 탐사용 우주망원경이다. 케플러 계획은 외계 행성이 어머니 항성을 돌면서 항성을 가려 항성의 밝기가 감소하는 것을 감지할 목적으로, NASA가 개발한 우주 광도계를 이용하여 3년 반에 걸쳐 10만 개 이상의 항성들을 관측할 예정이었다. 2018년 10월 30일 은퇴가 발표되었다. 계획은 독일 천문학자 요하네스 케플러의 이름을 따왔다.

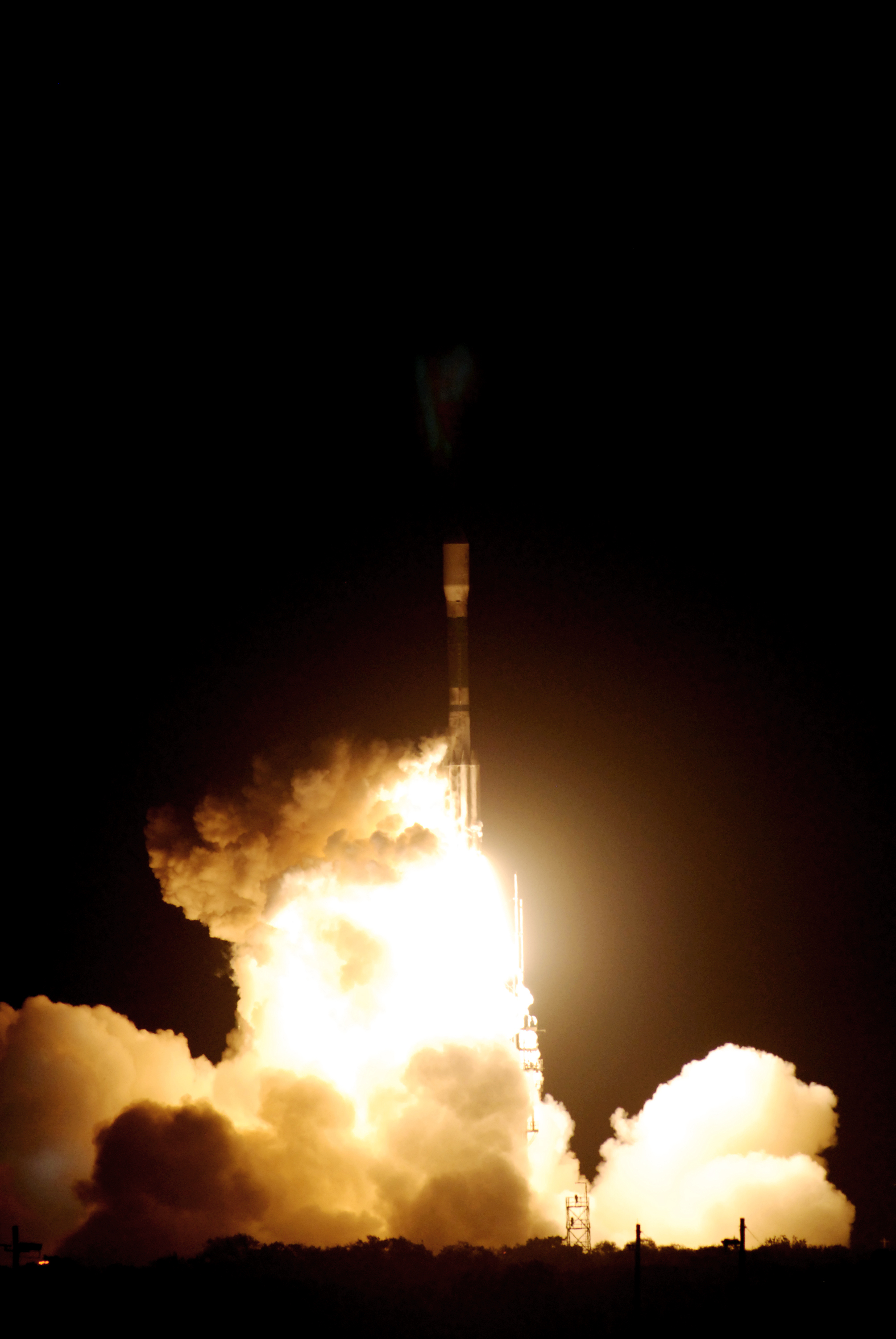
2009년 3월 7일 케플러 망원경을 실은 델타 II 로켓이 발사되었다.

케플러 계획은 NASA의 저비용 디스커버리 계획의 일환으로 과학적 목적에 주안점을 두고 계획되었다. NASA의 에임스 연구 센터는 케플러 계획의 체계 개발, 계획 운영, 과학 자료 분석을 전담한다. NASA의 제트 추진 연구소가 케플러 계획의 개발을 담당한다. Ball Aerospace & Technologies Corp.가 케플러 비행 체계의 개발을 맡고 있다.
2010년 기준으로 골디락스 행성을 찾기 위해 발사된 우주망원경은 2006년 발사된 유럽의 COROT과 2009년 발사된 미국의 케플러 둘 뿐이다.

## 고장
2016년 4월 10일 케플러 망원경이 연료 문제로 최소 작동 모드에 들어갔다고 알려졌다. 그리고 그 외 문제들로 인해 TESS(Transiting Exoplanet Survey Satellite)가 임무를 이어받을 예정이다. 현재는 그 외 문제들로 인해, 행성뿐만 아니라 별, 소행성, 혜성의 생성 과정인 초신성(별의 폭발과 죽음)을 관측하는 새로운 임무인 'K2 임무'로 전환한 상태다.

## 경과
1. 2009년 3월 7일 UTC 기준 3시 49분 57초에 케플러 우주선이 미국 플로리다주 케네디 우주센터에서 발사되었다.[5]
2. 2010년 1월 4일 케플러 우주선으로부터 첫 결과가 보내져 왔다. 이를 토대로 NASA는 다섯 개의 외계 행성을 발견했으며, 이들을 케플러-4b, 5b, 6b, 7b, 8b로 명명했다고 발표했다. 뜨거운 목성에 해당하는 이 행성들은 해왕성과 비슷한 크기에서부터 목성보다 큰 것까지 다양한 크기를 지니고 있으며, 온도가 섭씨 1204도~1648도에 이르고 3.3일~4.9일의 궤도 주기를 가지고 있다.[6]
3. 2013년 4월 케플러-62에서 다섯개의 외계 행성을 찾았다.
4. 2013년 5월 15일 NASA는 케플러 망원경의 방향을 통제하는 휠 4개 중 2개가 분실됐다며 기술자들이 해결책을 찾기 위해 노력 중이라고 밝혔다.[7]
5. 2013년 8월 15일 미국 항공우주국(NASA)은 망원경을 정상가동하기 위해서는 반작용 휠 3개가 필요하지만 4개 중 2개의 휠이 고장나면서 선체 제어가 불가능하다고 판단, 3개월에 걸친 복구시도를 중단했다.[8]

케플러는, 궤도장반경 1.01319AU, 궤도이심율 0.03188, 공전주기 372.5일로 지구를 뒤따라서 태양주위를 돌고 있다. 현재 NASA는 해결책을 내었으며, 연장임무에서는 남아 있는 두 개의 반작용 휠을 정상작동 시키고 나머지 1개 휠은 태양의 중력으로 쓴다. 태양을 하나의 반작용 휠로 쓰는 임무가 K2 임무다. 현재 K2 임무는 끝났다.

## 같이 보기
- 골디락스 행성
- COROT - 미국 케플러 보다 3년 전에 발사된 유럽의 우주망원경. 케플러 무게 1톤에 비해 가벼운 무게 630 kg이다.